# Zygmunt Seyda
Zygmunt Seyda (ur. 18 kwietnia 1876 w Poznaniu, zm. 25 stycznia 1925 w Warszawie) – polski prawnik, działacz narodowy, publicysta, poseł do Reichstagu i na Sejm I kadencji w II RP z ramienia Związku Ludowo-Narodowego.

## Życiorys
Brat Mariana Seydy. Był jednym z działaczy śląskiej i wielkopolskiej narodowej demokracji (od 1903 był członkiem Ligi Narodowej, od 1910 zasiadał w jej władzach). Zasiadał w Reichstagu jako reprezentant mniejszości polskiej, w latach 1907–1918. Członek Izby Deputowanych pruskiego Landtagu w Berlinie w latach 1908–1918. Później, od 1919 do 1925 był posłem na Sejm polski, od 1922 wicemarszałkiem izby. Brał udział w opracowywaniu konstytucji marcowej, jako przewodniczący Komisji Konstytucyjnej w Sejmie Ustawodawczym.

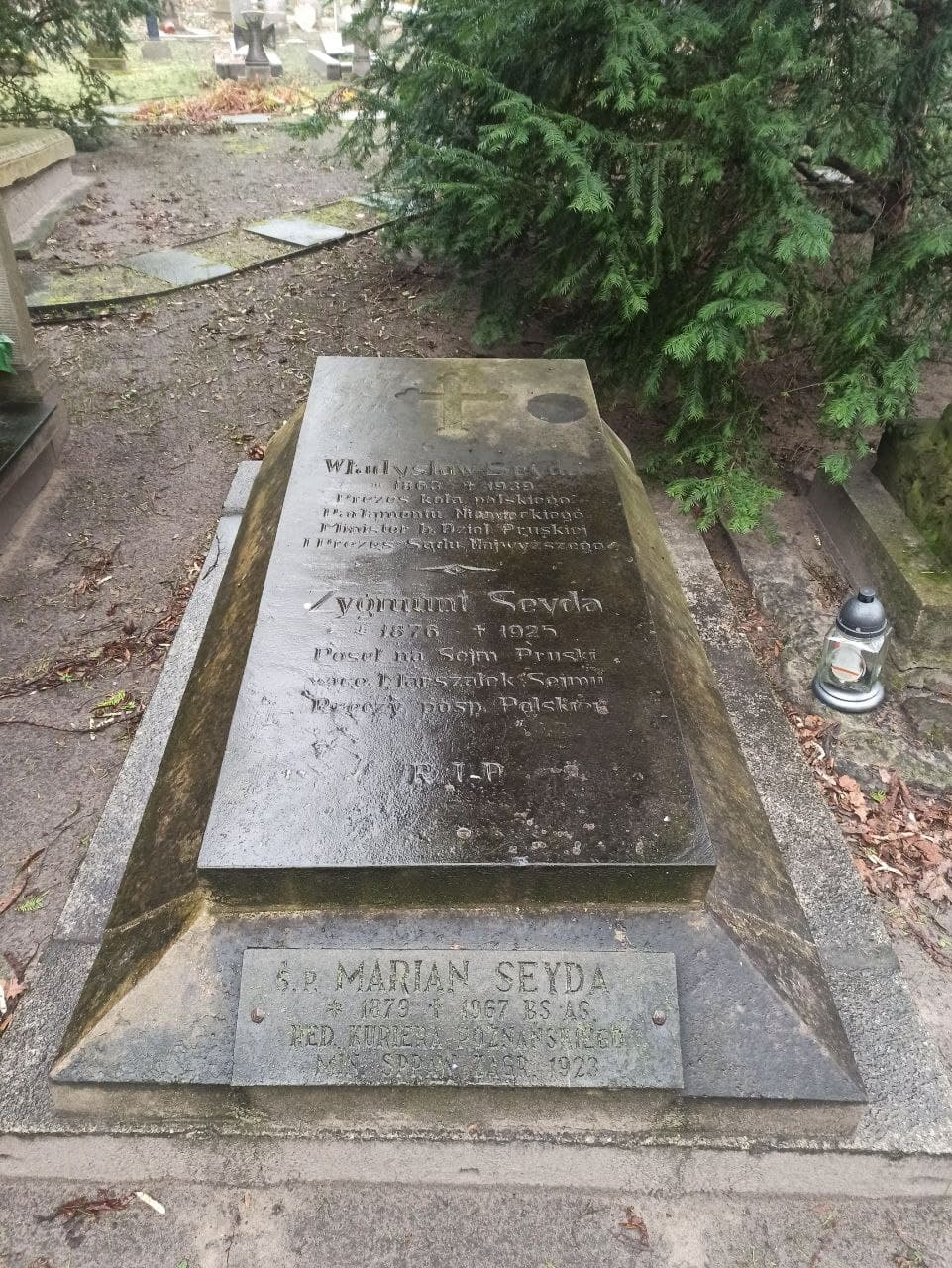
Grób Zygmunta Seydy na cmentarzu Zasłużonych Wielkopolan w Poznaniu

Zmarł po nieudanej operacji wyrostka robaczkowego. Pochowany na cmentarzu Zasłużonych Wielkopolan w Poznaniu (kwatera 7, miejsce 74).